# Ajuy
Ajuy ist eine philippinische Stadtgemeinde in der Provinz Iloilo.

## Baranggays
Ajuy ist politisch in 34 Baranggays unterteilt.
| - Adcadarao - Agbobolo - Badiangan - Barrido - Bato Biasong - Bay-ang - Bucana Bunglas - Central - Culasi - Lanjagan - Luca - Malayu-an | - Mangorocoro - Nasidman - Pantalan Nabaye - Pantalan Navarro - Pedada - Pili - Pinantan Diel - Pinantan Elizalde - Pinay Espinosa - Poblacion - Progreso | - Puente Bunglas - Punta Buri - Rojas - San Antonio - Silagon - Santo Rosario - Tagubanhan - Taguhangin - Tanduyan - Tipacla - Tubogan |

## Religionen
In Ajuy gibt es zahlreiche Religionsgemeinschaften, namentlich die Ajuy Baptist Church, Ajuy Evalengical Church, Kirche des Nazareners, Bible Baptist Church, römisch-katholische Kirche, Aglipayan Kirche, Iglesia ni Cristo und Siebenten-Tags-Adventisten.

## Wirtschaft und Infrastruktur
Die wichtigsten Quellen für den Lebensunterhalt sind der Fischfang und der Landbau.

### Bildung
Das Northern Iloilo Polytechnic State College hat eine Zweigstelle in Ajuy. Ajuys zentrale öffentliche Grundschule (elementary school) ist die Alejo Posadas Elementary School (APMES), die zu Ehren des Spenders des Baugrundstücks benannt wurde. Eine private Grundschule mit dem Namen Ajuy Christian Development Academy existiert ebenfalls.